# Latin Quarter
Le Latin Quarter (plus tard The LQ ) était une discothèque à New York,, et fut aussi un théâtre et un cinéma. Le club ouvre ses portes en 1942 et présente des artistes de renom. Dans ses dernières années, c'est un haut lieu de la musique hip hop, reggaeton et salsa. Son histoire est similaire à celle de son concurrent, le Copacabana.

## Histoire
L'emplacement d'origine du club près de Times Square était au 200 Ouest 48e Rue sur un terrain trapézoïdal entre Broadway et la Septième Avenue. Construit en 1913, il ouvre sous le nom de Palais Royal, l'intérieur étant l'œuvre du décorateur Norman Bel Geddes,. Il est ensuite occupé par le Cotton Club, qui a quitté Harlem, de 1936 à 1940.
L'organisateur de concerts Lou Walters (en) le rachète et le rouvre en avril 1942 sous le nom de Latin Quarter, sur le thème de la Nouvelle-Orléans française. Walters est le père de la journaliste, animatrice et productrice de télévision Barbara Walters.
Avec Walters aux commandes, le club présente des artistes de renom tels que Frank Sinatra, Ella Fitzgerald, Patti Page, la famille Carter, Sophie Tucker, Mae West, Diahann Carroll, Milton Berle, les sœurs Andrews, Frankie Laine, Sunny Skylar et Ted. Lewis.
Walters quitte l'entreprise dans les années 1950. Earl Wilson décrit le club sous sa direction en 1964 comme « plus cher » que le Copacabana « mais le spectacle est un peu plus grand, plus nu et plus long ».
En 1969, lors d'une grève des choristes, le club est fermé pour non-paiement du loyer.
De 1969 à 1978, la salle à l'étage est un Cine Lido de 575 places qui commençait projeter de la pornographie soft haut de gamme. Il débute avec le film Camilla (1969). Il ferme en mai 1978 et est remplacé par la discothèque 22 Steps qui doit son nom au nombre de marches menant au théâtre.
En 1979, le 22 Steps rouvre comme théâtre de Broadway avec des représentations de Coquelico, My Old Friends, The Madwoman of Central Park West; et Dogg's Hamlet, Cahoot's Macbeth.
De 1980 à 1984, il est renommé Princess Theatre et affiche des représentations de Censored Scenes from King Kong, Fearless Frank, The Beautiful Mariposa, Sort of an Adventure, Louie and the Elephant, This Was Burlesque, Pump Boys and Dinettes and The Babe. .
De 1984 à 1985, il est rebaptisé Latin Quarter et présenté des représentations de Harlem Nocturne et Mayor d' André DeShield. .
Après 1985, la mode des boîtes de nuit revient et le Latin se concentre sur la musique hip hop. Boogie Down Productions a fait référence au club dans sa chanson de 1987 "Super Ho". Ice-T y fait référence 6 in the Mornin' (1987) et "Heartbeat" (1988). Slick Rick le mentionne dans "The Moment I craigned" (1988) de l'album The Great Adventures of Slick Rick. Public Enemy y fait référence dans « Don't Believe the Hype ». En 1987, trois clients sont abattus alors qu'ils quittent le club après une représentation de Roxanne Shante.
Par la suite, le club devient le Penguin Club et est tristement célèbre pour ses coups de couteau et ses bagarres. Le bâtiment est finalement été démoli en 1989 et remplacé par l'hôtel Ramada Renaissance de 22 étages. La 48e rue, entre Broadway et la Septième Avenue, porte désormais le nom honorifique de « Lou Walters Way ».
L'édifice est détruit en 1979, remplacé par un magasin M&Ms et une tour d'habitations de 27 étages.